# 大部一秋
大部 一秋（おおべ かずあき、1952年10月15日 - 2014年6月12日）は、日本の外交官。位階は正四位。勲等は瑞宝中綬章。
在サンパウロ総領事、独立行政法人中小企業基盤整備機構業務統括役、ウルグアイ駐箚特命全権大使などを歴任した。

## 来歴

### 生い立ち
1952年生まれ、神奈川県出身。創価高等学校を経て、創価大学経済学部経済学科で学んだ。1975年3月、創価大学を1期生として卒業し、同年4月に外務省に入省する。

### 外交官として
外務省では、スペインでスペイン語研修を受けた。在オーストラリア大使館の一等書記官や、在アルゼンチン大使館の公使を経て、独立行政法人である国際協力機構に転じ企画調整部の部長などを務めた。2008年、在サンパウロ総領事に就任し、在サンパウロ総領事館に駐在した。在任中は、日系ブラジル人の集団地を100か所以上訪問するなど、精力的に総領事館の管内を巡った。また、日本との技術協定の締結や商用マルチビザの延長などに取り組んだ。これらの功績が讃えられ、サンパウロ市から名誉市民章が授与された。2013年、ウルグアイ駐箚特命全権大使に就任し、在ウルグアイ大使館に駐在した。しかし、在任中に体調を崩し、2014年6月3日に帰国すると、余命数日と告げられ、葬儀の手配や、後任への引き継ぎ準備を行い、6月12日、肝不全により東京都文京区の東京医科歯科大学医学部附属病院にて死去した。同日付で、瑞宝中綬章、および、正四位が授与された。

## 略歴
- 1952年 - 誕生。
- 1982年（昭和57年）在メキシコ日本国大使館二等書記官
- 1984年（昭和59年） 外務省経済協力局技術協力課課長補佐
- 1987年（昭和62年）7月 外務省中南米局中南米二課首席事務官
- 1989年（平成元年）10月 外務省経済協力局国際機構課首席事務官
- 1991年（平成3年）5月 在アルゼンチン日本国大使館一等書記官
- 1993年（平成5年）7月 在オーストラリア日本国大使館一等書記官
- 1995年（平成7年）6月 内閣官房内閣内政審議室内閣審議官
- 1997年（平成9年）6月 外務省研修所総括指導官
- 1999年（平成11年）1月18日 外務省経済協力局開発協力課長
- 1999年（平成11年）8月 外務省経済協力局技術協力課長
- 2000年（平成12年）8月 駐サウジアラビア大使館参事官
- 2002年（平成14年）7月 駐アルゼンチン大使館参事官
- 2003年（平成15年）1月 駐アルゼンチン公使
- 2006年（平成18年）5月 独立行政法人国際協力機構（JICA）企画調整部長
- 2008年（平成20年）11月 サンパウロ総領事、ブラジル日本商工会議所名誉顧問
- 2012年（平成24年）7月1日 外務省大臣官房付
- 2012年（平成24年）7月 独立行政法人中小企業基盤整備機構業務統括役（国際化支援センター）
- 2013年（平成25年）4月2日 ウルグアイ駐箚特命全権大使[5][6][7][8][9]
- 2014年（平成26年）6月12日 肝不全のため東京医科歯科大学医学部附属病院で死去[10]。

## 賞歴
- 2012年（平成24年）6月 サンパウロ名誉市民受章

## 栄典
- 2014年 - 瑞宝中綬章。
- 2014年 - 正四位。

## 同期
- 河相周夫（12年外務事務次官・10年内閣官房副長官補）
- 別所浩郎（12年駐韓大使・10年外務審議官）
- 奥田紀宏（13年駐カナダ大使・10年駐エジプト大使・08年国連次席大使）
- 谷崎泰明（13年外務省研修所長・10年駐ベトナム大使）
- 三輪昭（14年関西担当大使・10年駐ブラジル大使・08年駐ポルトガル大使）
- 鈴木庸一（13年駐フランス大使・10年駐シンガポール大使）
- 持田繁（10年国連事務総長副特別代表）
- 門司健次郎（13年ユネスコ代表部大使・10年駐カタール大使）
- 渥美千尋（11年駐アイルランド大使・08年駐パキスタン大使）
- 山口寿男（07年駐ノルウェー大使・06年駐イラク大使）
- 岸野博之（13年駐ラオス大使・10年駐エチオピア大使）
- 水城幾雄（10年駐パナマ大使）
- 江川明夫（13年駐スロバキア大使・10年駐ザンビア大使）
- 竹内春久（13年駐シンガポール大使・11年駐沖縄担当大使・08年駐イスラエル大使）
- 西林万寿夫（13年駐ギリシャ大使・10年兼北極担当大使・12年文化交流担当大使・09年駐キューバ大使）
- 篠塚保（12年国際テロ対策・組織犯罪対策協力担当兼サイバー政策担当大使・09年駐バングラデシュ大使）
- 小林祐武（98年外務省経済局総務参事官室課長補佐）
- 椿秀洋（12年駐ボリビア大使）
- 庄司隆一（11年駐ナイジェリア大使）
- 清水武則（11年駐モンゴル大使）
- 隈丸優次（13年駐カンボジア大使）
- 蒲原正義（13年駐カザフスタン大使・12年査察担当大使・9年駐グルジア大使）
- 藤田順三（13年駐ウガンダ大使）
- 丸尾眞（12年科学技術協力担当大使・10年駐キルギス大使）
- 名井良三（13年駐アンゴラ大使）
- 福田米蔵（11年駐ジンバブエ大使）